# Bipes biporus
Bipes biporus conegut també llangardaix cuc de dues potes, és una espècies de rèptils escatosos del Gènere Bipes, l'única família d'amfisbenis que conserva les seves dues potes davanteres.

## Descripció
B. biporus és rosat amb tons molt clars i té forma de cuc, té una llargada de 18 a 24 cm i una amplada de 6 a 7 mm. Viu d'un a dos anys. La seva pell està molt segmentada per donar un aspecte ondulat i, com els cucs de terra, el seu moviment subterrani és per peristaltisme dels segments. El seu cap rom li permet excavar en sòls sorrencs de manera eficient. Les potes anteriors són fortes i semblen a unes pales, mentre que les potes posteriors han desaparegut, deixant enrere només ossos vestigials visibles en radiologies. La cua és autòtoma sense cap regeneració. A causa de sacrificar el desenvolupament de la seva orella per permetre-li excavar de manera més eficient, el llangardaix cuc de dues potes ha evolucionat fins que la seva pell transmeti vibracions a la còclea.

## Hàbitat
B. biporus és endèmica de la península de la Baixa Califòrnia, Mèxic. És una de les quatre espècies d'amfisbenis que tenen potes i habita en caus.

## Alimentació
La seva alimentació és carnívora: Menja cucs de terra i insectes (formigues, tèrmits, etc.).

## Reproducció
Les femelles poden arribar a fer fins als 185 mm i es reprodueixen a partir dels quatre mesos. És una espècie ovípara, les femelles posen de 2 a 4 ous al juliol. Els ous es desclouen a partir dels dos mesos.

## Comportament
Es caracteritzen per construir grans sistemes de túnels sota terra que corren horitzontalment en diverses direccions ocasionalment mostrant la sortides d'aquests sistemes a prop de roques o troncs caiguts. Aquests sistemes generalment es troben per sota d'àrees amb vegetació. Són actius durant tot l'any, als matins generalment se'ls pot trobar a les sortides dels sistemes de túnels per prendre el sol, a mesura que passa el dia i la temperatura incrementa baixen més en els seus túnels on passen la major part del temps.